# KV-5

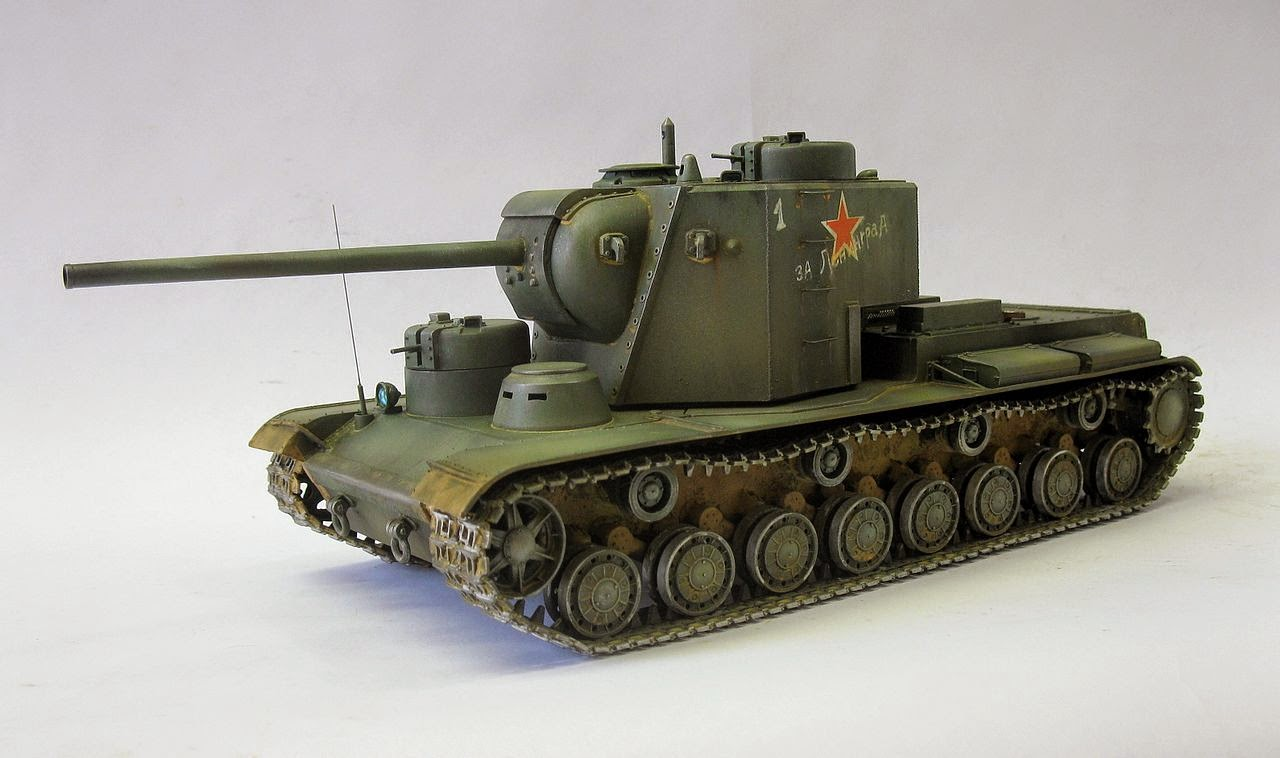
Model navrhovaného supertěžkého tanku KV-5

KV-5 byl sovětský projekt supertěžkého tanku obřích rozměrů, vyvíjený v rámci řady KV. V průběhu navrhování jej konstruktéři zmenšili a zeslabili mu pancíř, aby byl lehčí a rychlejší. Jeho dělo bylo také zaměněno se slabším dělem ZiS-6 ráže 107 mm z již existujícího tanku T-220. Poté byl tank KV-5 prodloužen a motor byl vyměněn za silnější motor M-500. Tvar věže byl podobný tanku KV-2, ovšem věž byla celkově větší a těžší. Tank měl ještě jednu pomocnou věž, ve které byl umístěn kulomet, a která se nacházela vedle kopule řidiče. Tank měl jezdit rychlostí až 45 km/h, u prototypu se však ukázalo, že maximální rychlost na rovině činí 38 km/h. Tank vážil 104,5 tun. Vývoj KV-5 probíhal v leningradském Kirovském závodu od června do srpna 1941.

## Technické parametry
- dělo ZiS-6 107mm
- pomocná výzbroj: 2x 7,62 mm kulomet DT
- motor M-500 o výkonu 920 hp
- pancéřování-na věži 120/95/105 mm
- na korbě 145/120/115 mm
- max. rychlost 38 km/h
- délka 9 metrů bez hlavně
- délka 11 metrů s hlavní
- šířka 4,5 metru
- výška 4,4 metru
- váha 104,5 tun